# David Brisbin
David Brisbin (geboren op 26 juni 1952) is een Amerikaans televisieacteur, die bekend werd door zijn rol in de serie Hey Dude en de film Forrest Gump. Ook heeft hij een rol gehad in de televisieserie ER en een gastrol in Bones. Hij is getrouwd met actrice Laura Innes en ze hebben twee kinderen, Cal en Mia.